# يخلف شراطي
يخلف شراطي أحد قادة الحركة الإسلامية في الجزائر، كان إماما ومدرّسا في حي الجبل بالعاصمة. تخرّج من جامعة أم القرى بمكة المكرمة، ورجع إلى الجزائر لينشر علمه ويسهم في الدعوة إلى الله وتحفيظ الناس القرآن وأحكام تلاوته. تخصص في القراءات وله كتاب مخطوط بعنوان: مذكرة في أحكام الترتيل برواية ورش عن نافع من طريق الأزرق. كان ضابطا متقنا مجازا، قرأ على الشيخ سعيد العبد الله شيخ القراء في حماه رواية ورش في ثمانية عشر يوماً، وأجيز بها وعاد إلى الجزائر يُقرئ ويجيز طلبة العلم. 
شغل منصب رئيس لجنة الدعوة والإرشاد المكتب التنفيذي للجبهة الاسلامية للانقاذ، وكان قبل ذلك عضوا في اللجنة الوطنية للدعوة والإرشاد. 
طورد بسب نشاطه في صفوف الجبهة الاسلامية للانقاذ وألقي عليه القبض في فبراير/فيفري 1993، وعُذّب بمركز التعذيب بـ «شاطوناف» سنة 1993 ومثل حضوريا أمام المحكمة الخاصة في العاصمة بتاريخ 29 مايو/ماي 1993 وصدر في حقه الحكم بالسجن المؤبّد ثم تم نقله إلى سجن سركاجي الذي استشهد فيه يوم 24 فبراير/فيفري 1995 فيما يعرف بمجزرة سجن سركاجي التي قُتِلَ فيها مالا يقل عن 100 شخصًا.

## مولده ونشأته
هو «يخلف بن محمد بن جيلالي بن يحي شرَّاطي»، وُلد في 20 مايو/ماي 1950 بقرية وزرة إحدى مداشر ولاية المدية، ترعرع في أسرة محافظة وثورية حيث التحق أخوين له بجيش التحرير الوطني، واستشهدا سنة 1959 و 1961.

## دراسته وحفظه للقرآن الكريم
أتمَّ حفظ القرآن الكريم في الحادية عشر من عمره على يدي شيخه «عمر قدندل» بمسجد النور بالمدية، حصل على الشهادة الأهلية للتعليم الأصلي في 13 يوليو/جويلية 1973، ثم شهادة البكالوريا للتعليم الأصلي في 06 يوليو/جويلية 1976 بمركز الجزائر. بعدها التحق بمعهد الحقوق والعلوم السياسية والإدارية ببن عكنون تخصص لغة وأدب عربي سنة 1978.
في سنة 1979 التحق بكلية الشريعة والدراسات الإسلامية بجامعة أم القرى بمكة المكرمة، تخصص دقيق في الكتاب والسنة، تحصل إثرها على شهادة الليسانس في نفس التخصص في 18 يوليو/جويلية 1982؛ وخلال تواجده بمكة المكرمة أخذ القراءة وأُجيز برواية ورش من طريق الأزرق على يدي شيخه سعيد بن عبد الله المحمدي الحَسِّي الحموي.
عاد إلى الجزائر وعُين أستاذًا للغة العربية بمعهد التكنولوجيا والتربية الفرابي بولاية المدية في أكتوبر 1982.
في سبتمبر 1983 التحق بمعهد الدراسات الإسلامية وأصول الدين بالجامعة المركزية بالجزائر العاصمة لتحضير رسالة الماجستير بعنوان: «اختلاف القراءات القرآنية في استنباط الأحكام الشرعية»
في جانفي 1984 عُيِّن بمسجد طارق بن زياد في حي الجبل كإمام ممتاز.
في ديسمبر 1988 اغتنم فرصة أدائه للعمرة فأُجيز برواية قالون عن نافع على يدي شيخه سعيد بن عبد الله.

## نشاطه الدعوي
بدأ نشاطه الدعوي بالدروس والخطب التربوية، التي كان لها وقع في قلوب الناس نظرا لأسلوبه الدعوي المتميز، وسرعان ما ذاع صيته خاصة بتلقينه الناس وخاصة الشباب أحكام التلاوة.
تتلمذ على يديه خلق كثير، وأُجيز على يديه جمعٌ غفير من طلبة العلم، فكان بحقٍ ابن خيرون الجزائر؛ حيث كان له الفضل بعد الله تعالى في نشر رواية ورش من طريق الأزرق على أصولها الصحيحة.
رغم بلائه الممتاز في نشر علم الترتيل، إلاّ أنه لم يُسعفه الوقت في ترك مؤلفات في علم القراءات اللهم إلاّ مخطوط بعنوان: «مذكرة في أحكام الترتيل برواية ورش عن نافع من طريق الأزرق.» 
شغل منصب رئيس لجنة الدعوة والإرشاد بالمكتب التنفيذي للجبهة الإسلامية للإنقاذ، وكان قبل ذلك عضوا في اللجنة الوطنية للدعوة والإرشاد. 
طورد بسب نشاطه في صفوف الجبهة الإسلامية للإنقاذ وألقي عليه القبض في فبراير/فيفري 1993، ومثل حضوريا أمام المحكمة الخاصة في العاصمة بتاريخ 29 ماي 1993 وصدر في حقه الحكم بالسجن المؤبّد ثم تم نقله إلى سجن سركاجي أين استشهد في 24 فبراير/فيفري 1995 فيما يعرف بمجزرة سجن سركاجي.